# Maria José Giglio

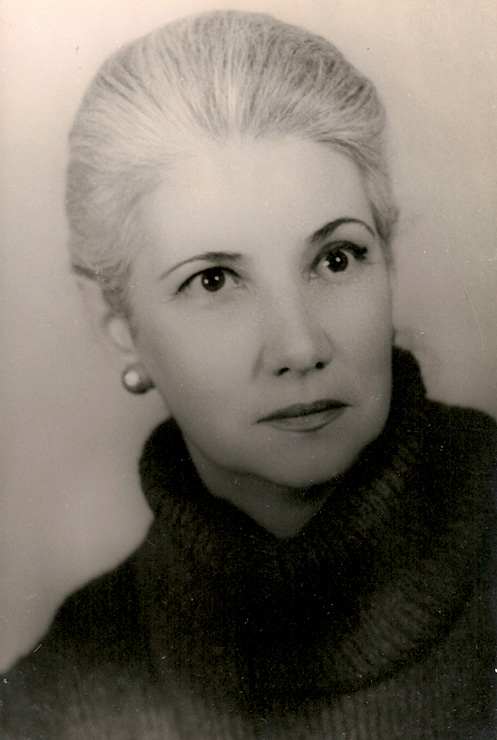
Maria José Giglio - Mocóca, SP - Brasil

 Maria José Giglio  (Mococa, 5 de maio de 1933) é uma escritora brasileira.
De ascendência italiana, estudos nos internatos: Colégio N.S. do Bom Conselho, em Taubaté, SP; Colégio da Sagrada Família, em São Paulo, SP; Instituto Mackenzie, São Paulo, SP. Cursou idiomas (francês, inglês e espanhol), e inúmeros outros cursos técnicos profissionalizantes.

## Biografia
Estreou em livro em 1958, conta com dezenove títulos individuais publicados e participação em outras tantas Antologias no Brasil e no Exterior. Tem sido traduzida e publicada nos idiomas: italiano, espanhol, inglês, húngaro, francês e alemão. Pertence à chamada “Geração 60” paulistana.
Seu nome é citado em Dicionários  e Enciclopédias referentes à Literatura Brasileira. Consta em sua fortuna crítica os mais conceituados e expressivos nomes da cultura nacional. Tem recebido ao longo da carreira prestigiosas homenagens, comendas e diplomas.
Em outubro de 1982 fundou, na cidade de São Roque, SP, onde atualmente reside, a Instituição Cultural CASA DO ESCRITOR, que desde então administra.

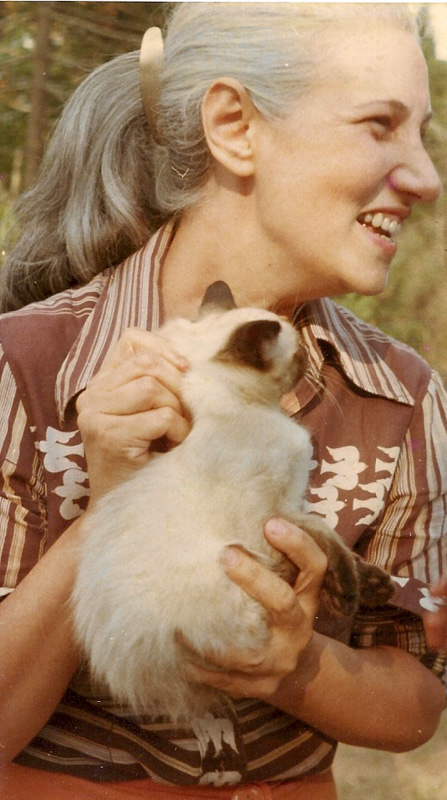
Maria José Giglio

### Algumas datas
- 1968 - Casamento. 1982 - Divórcio. Sem filhos.
- 1963 - Viagem ao Peru e Bolívia. - Interesses em pré-história e arqueologia
- 1974 - Viagem aos USA e Europa. Contato e pesquisa junto aos centros artísticos e culturais do 1º mundo.
- 1975 - 2º viagem à Argentina e Uruguai. Conferência pronunciada em espanhol na SADE - Sociedade Argentina de Escritores, sobre o tema: "Actitud Personal y Poesia".
- 1976/77 - Diretora da União Brasileira de Escritores. 1978/79 - 2ª Secretária da mesma entidade.
- 1982 - Funda em São Roque, SP a Instituição Cultural CASA DO ESCRITOR
- 1990 - Título "Destaque na Literatura Nacional" conferido pela Academia Feminina Mineira de Letras, B.H.
- 1992 - Poema: A Ilha - Proposição para um conceito Poético Críptico- 20 poemetos publicados na íntegra pela Revista Livrespaço, Santo André,SP.
- 1993 - Diploma de Membro Efetivo do Clube de Poesia de São Paulo.
- 1993 - Crípticos In /decentes - Poesia Críptica - 20 poemetos publicados na íntegra pela Revista Livrespaço - Santo André-SP.
- 1995 - Thanatos: Quatro Estações, poema publicado na íntegra pela Revista da Academia Brasiliense de Letras, Ano XIII - nº 14.
- 1996 - Criação de um prêmio de reconhecimento ao mérito humano e cultural do escritor:

Prêmio Casa do Escritor. O primeiro outorgado a José Afrânio Moreira Duarte.
- 1997 - Criação do Laurel Solidário Casa do Escritor, para celebração das datas mais expressivas na vida pessoal e artística do escritor. Em 1997 outorgado a Afonso Felix de Sousa. Em 1999 a André Carneiro.
- 1998 - Em maio desse ano, redige o texto sobre a Profissionalização do Escritor que, supervisionado pelo Dr. Ives Gandra da Silva Martins, é entregue ao Dep. Fed. Dr. Antonio Carlos Pannunzio que, no dia 23 de junho desse mesmo ano dá início à sua tramitação na Câmara dos Deputados, em Brasília.

Em comemoração aos seus 40 anos de Vida Literária, recebeu:
- Certificado de Honra ao Mérito, concedido pelo Círculo de Estudos Pensamento e Ação - Salvador - BA.
- Diploma de Mérito, concedido pela Academia Divinopolitana de Letras, Divinópolis, MG.
- Comenda do Mérito "Da Costa e Silva", outorgado pela União Brasileira de Escritores do Piauí.
- Diploma de Honra ao Mérito, concedido pela Academia de Letras de Ponte Nova, MG.
- Diploma de Mérito Cultural, concedido pela União Brasileira de Trovadores, seção de Belo Horizonte, MG.
- "Diploma de Personalidade Cultural", conferido pela União Brasileira de Escritores, RJ.
- Diploma de Honra ao Mérito, conferido pela Sociedade Amigas da Cultura, Belo Horizonte, MG.
- Diploma de Mérito, conferido pela Academia Municipalista de Letras de Minas Gerais.
- 2000  Criação do Diploma de Honra ao Mérito Casa do Escritor. Outorgado a: Jurema

Barreto de Souza, Benedicto Luz e Silva, Guido Bilharinho, Aluysio Mendonça 
Sampaio, Dalila Teles Veras, Olga Amorim, Tânia Diniz, Nilto Maciel e Zanoto.
- 2008 - Em comemoração ao seu Jubileu de Ouro Literário (50 anos),foi redigida, impressa e distribuida por amigos, uma Plaqueta, com uma visão geral sobre sua obra que, infelizmente, apesar de altamente elogiosa, MJG considera equivocada. Que não sirva jamais de parâmetro para futuros estudos.

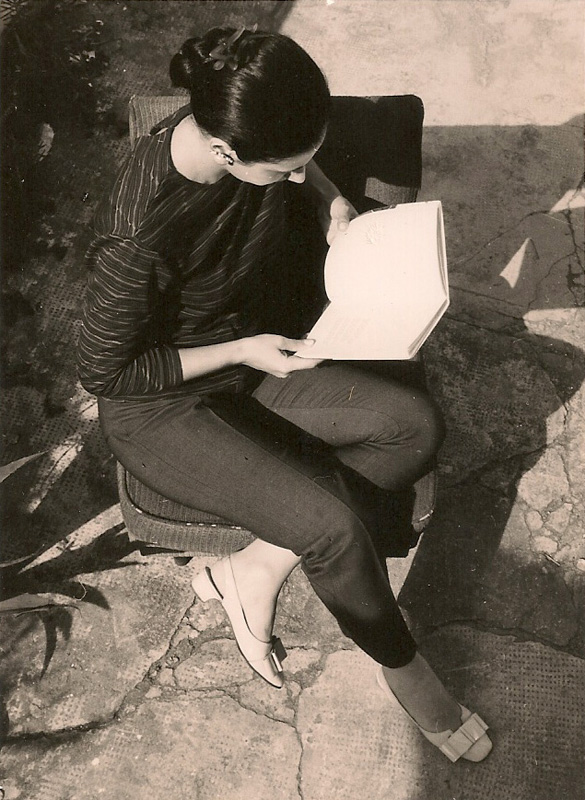
Maria José Giglio

## Obras
- 1958/60/62 - 1º, 2º e 3º livros publicados: Versos a um Polichinelo - Luz ao Longe - Poemas ao Amado, respectivamente. Edições da Autora.
- 1964 - 4º Livro: O Labirinto. Edição Massao Ohno, SP. Ilustrou: Tide Helmeister
- 1967 - 5º Livro: Sonetos do Oitavo Dia. Edição Promocional para a TodArte Galeria.

Ilustrou: Mário Campello. A Página Literária do Jornal Folha de S.Paulo, crítico Ivo Zanini considerou-o como o Livro do Ano.
- 1971 - 6º Livro: Poema Total. Edição ILA Palma-SP - Palermo, Itália.

Ilustrou: J. Suzuki.
- 1972 - 7º Livro: 5 Elegias 1 Sonata. Editora do Escritor, SP. Ilustrou: Ferenc Kiss.

Catalogado na Library of Congress, Washington, USA, sob o nº PQ-969.17-133c5.Todos os seus livros a partir de O Labirinto constam no catálogo desta Biblioteca.
- 1974 - 8º Livro: Salmos Abstratos. Editora do Escritor, SP. Ilustrou: Sérgio Macedo.
- 1976 - 9º Livro: 3 Motivos + 1. Edição Editora do Escritor, SP. Ilustrado com Ideogramas Chineses. Capa: Luz e Silva.
- 1979 - 10º Livro: Elementares. Editora Soma, SP. Capa: J. Suzuki.
- 1986 - 11º Livro: Não. Editora do Escritor, SP. Capa: Luz e Silva
- 1998 - 12º Livro: Pãdemônio. Publicado na coletânea comemorativa Setevozes. Projeto Cultural Casa do Escritor. Capa: J. Suzuki
- 2002 - 13º Livro: Para Violino Solo. Publicado em formato revista. Projeto Cultural Casa do Escritor. Capa: Gonzalo Cienfuegos Browne.
- 2003 - 14º Livro: O Corpo do Mundo.Publicado em formato revista. Projeto Cultural Casa do Escritor. Capa: Juarez.
- 2004 - 15º Livro: Cartilha Críptica/Poesia Brinquedo. Publicado em formato revista. Projeto Cultural Casa do Escritor. Capa: Leónidas Gambartes.
- 2005 - 16o.Livro: Fogo de Artifício

Publicado em formato revista. Projeto Cultural Casa do Escritor. Capa: 
Paolo Rissone.
- 2007 - 17º. Livro: Cripiticos Ocasonais/Poesia Lúdica, publicado no formato revista. Projeto Cultural Casa do Escritor. Capa: Gonzalo Cienfuegos Browne.
- 2008 - 18º Livro: Mosaico/Prosoemas - publicado em CD. Projeto Cultural Casa do Escritor.
- 2009 - Disponibiliza em ÁUDIO no site da CDE o texto integral do poema A Poesia Impossível. Cria o Blog: Lenha pra Fogueira, com o personagem O Corvo. Edita no youtube o Vídeo nº 1 de Poesia Visual.

### Inéditos - Poesia
- 2005 - Fogo de Artíficio
- 2012 - A Ilha

### Inéditos - Prosa
- 2020 - Aforismos - o suprassumo do meu pensamento e palavra
- 2020 - Dísticos

### Opúsculos
- 1988 - Alastrar de Agoras (Sonetos). Edições Sanfona, Florianópolis, SC.
- 1988/89/90 - Reflexões I, II e III. Editora do Escritor, SP.

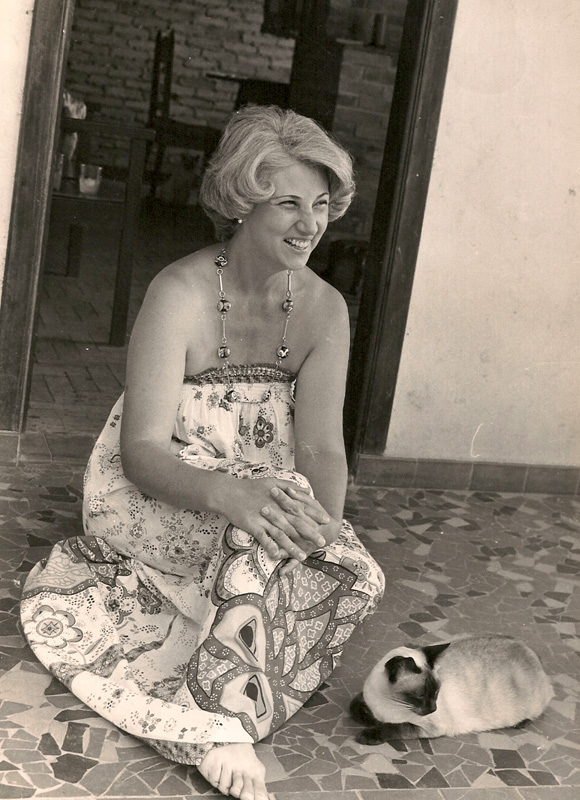
Maria José Giglio

### Antologias
- 1971 - Poetas da Cidade. ILA Palma Editora, SP - Palermo, Itália.
- 1972 - A Poesia Pede Passagem. Editora do Escritor, SP.
- 1978 - Las Voces Solidárias. Editora Alicanto, Bs/As, Argentina. Antologia bilíngüe de la poesia Brasileña Contemporanea. Organizada e traduzida por Santiago Kovadloff.
- 1979 - Palavra de Mulher. Editora Fontana, RJ. Antologia Poesia Brasileira Contemporânea. Organizada por Maria de Lourdes Horta.
- 1984 - Carne Viva: Editora Ânima, RJ. Antologia Brasileira de Poemas Eróticos. Organizada por Olga Savary.
- 1993 - Pérolas do Brasil. Edição da Academia Feminina Mineira de Letras. Organizada e traduzida (inglês, húngaro) por Lívia Paulini.
- 1995 - Antologia Comemorativa do Jubileu de Ouro do Clube de Poesia, SP.
- 1995 - Livro de Prata. Comemorativo do Jubileu de Prata da Editora do Escritor, SP
- 1999 - Pérolas Reverberantes. Antologia bilingüe (francês, português) organizada por Lívia Paulini. Edição da Academia Feminina Mineira de Letras.
- 2015 - NÓS poetas de 33. Antologia dos Poetas Brasileiros nascidos no ano de 1933. Organizador Joanyr de Oliveira. THESAURUS Editora, Brasília, DF.
- 2017 - Antologia Poetas dos Anos 30, organizador Joanyr de Oliveira, THESAURUS Editora, Brasília, DF.

### Prosa
- Crônicas (Jornal)
- Peço licença para enlouquecer (Cahiers)
- Nosso JORNAL CDE - início janeiro de 2011.

### Poemas - traduções
- ITALIANO: O livro: O Labirinto. Por Mercedes La Valle. Recebeu a Palma de Ouro da Academia Internacional de Ciências, Letras e Artes de Nápoles, Itália.
- ESPANHOL: Poemas da Antologia: A Poesia Pede Passagem. Por Santiago Kovadloff para a Revista Crisis, Bs/As, Argentina.
- Poemas do Livro: Poema Total, por Beatriz Scoviello. Para o teatro Experimental Taller Fare, Bs/As, Argentina.
- INGLÊS: Poemas do Livro Poema Total. Pelo Prof. Fred P. Ellison. Para Latin America Collection, USA.
- HÚNGARO: e inglês: O Poema Dragão Verde, do livro 3 Motivos + 1. Por Lívia Paulini. Para a Antologia Trilingüe de Poesia Brasileira.
- FRANCÊS: A Segunda Elegia do livro 5 Elegias 1 Sonata, por Jean-Paul Mestas, para a Revista JALONS, Nantes, França.
- Poemas para a Antologia Pérolas Reverberantes, por Elizabeth Rennó

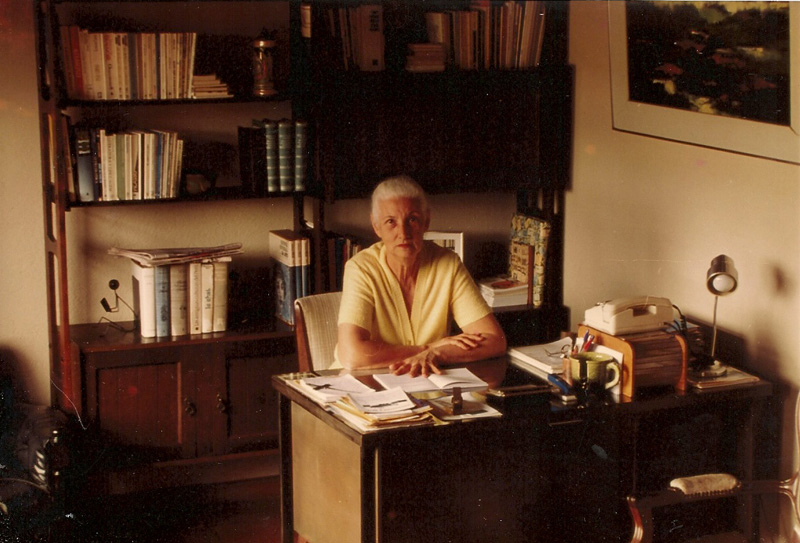
Maria José Giglio